# پیترمن (آلاباما)
پیترمن (به انگلیسی: Peterman) شهرکی در شهرستان مونرو ایالت آلاباما است که مساحت آن ۱٫۱ کیلومترمربع است و در سرشماری سال ۲۰۱۰ میلادی، ۸۹ نفر جمعیت داشته و تراکم جمعیتی آن، ۸۰٫۹۱ در کیلومترمربع بوده است.